# Paraphypia macabeana
Paraphypia macabeana är en insektsart som beskrevs av Synave 1960. Paraphypia macabeana ingår i släktet Paraphypia och familjen vedstritar. Inga underarter finns listade i Catalogue of Life.